# Rede Amazônica Boa Vista
Rede Amazônica Boa Vista é uma emissora de televisão brasileira sediada em Boa Vista, capital do estado de Roraima. Opera no canal 4 (17 UHF digital) e é afiliada da TV Globo. A emissora faz parte do Grupo Rede Amazônica, um complexo de emissoras de rádio e televisão espalhadas pelo norte brasileiro (exceto nos estados do Pará e Tocantins), fundado pelo empresário Phelippe Daou.

## História
A chegada da televisão em Roraima se remete às vésperas da Copa de 1970, quando o território federal de Roraima, era idêntico ao que balançava o restante do país, quando a Seleção Brasileira de Futebol ainda rumava para o tricampeonato de futebol. Por aquela época o técnico em telecomunicações e eletrônica, Esdras Avelino Leitão, lutava para brindar parentes e amigos com imagens da final da Copa do Mundo do México.
Entretanto, desde final dos anos 60, algumas pessoas assistiam imagens através de receptores espalhados pela cidade. Na época, o técnico em eletrônica Esdras Leitão já captava imagens da final da Copa do Mundo do México, na qual o Brasil se sagrou tricampeão. O feito só foi possível devido à sua persistência que, improvisando pequenas parabólicas, conseguiam captar imagens geradas pela emissora de TV costarriquenha (a Teletica), emissoras venezuelanas (como a RCTV Canal 2, Venevisión Canal 4, TVN Canal 5, CVTV Canal 8, todas vindas de Caracas) e até americanas (NBC, ABC e CBS). E isso era possível com certa regularidade e qualidade razoável.
A luta deste técnico permitiu que, por quase quatro anos, amigos e parentes pudessem assistir diariamente a televisão, com programação bastante variada. Na maioria das vezes, com o sistema de rastreamento desenvolvido, eram captadas imagens apenas de outros países, quase sempre da Venezuela.
Quando assumiu o Governo do Território de Roraima, em 12 de março de 1970, o coronel-aviador Hélio Costa Campos tomou conhecimento das aventuras empreitadas pelo técnico Esdras. Ligado à área de telecomunicações, o coronel-aviador não conseguia entender por que um território com mais de 30 mil habitantes não podia ter o privilégio de assistir televisão. Hélio Campos se empolgou com a história. Num levantamento preliminar descobriu-se que em todo o território existiam 70 aparelhos de televisão, todos captando as imagens de emissoras estrangeiras.
Entusiasmado com a vontade dos roraimenses, o governador se comprometeu publicamente em abril, que todos os habitantes “iriam assistir a abertura da Copa do Mundo de 1974, prevista para o mês de junho, com imagens geradas por uma emissora instalada em Roraima”.
A determinação do governador foi fundamental para a idealização do objetivo. Em tempo recorde (15 dias) foi construído o prédio para as instalações da TV. O jornalista Laucides Oliveira foi destacado para acompanhar o projeto de implantação da emissora. Mas quem acabou mesmo supervisionando o projeto foi o próprio governador.
Imediatamente começa a batalha para aquisição dos equipamentos para a emissora entrar em operação, ao mesmo tempo foi liberado pelo Ministério das Comunicações o sinal para o Governo de Roraima iniciar a retransmissão de programação. Com boa parte dos equipamentos emprestados da TV Educativa do Maranhão e com material e programação gravada pela TV Amazonas.
No dia 14 de junho de 1974, às 18 horas, todos os roraimenses acompanharam a inauguração oficial da TV Roraima Canal 2, a primeira em operação em território brasileiro no hemisfério Norte. Inaugurada, as primeiras imagens geradas pela TV roraimense foram da Copa do Mundo da Alemanha Ocidental. Para que isso fosse possível foi montada uma operação de guerra. Como no território não tinha equipamento para a captação das imagens, a programação de inauguração foi gravada em Manaus (distante 800 quilômetros de Boa Vista) e um avião cedido gentilmente pelo governo do Amazonas se encarregou de trazer para Roraima o governador e as fitas com toda a programação gravada. Só assim foi possível, quatro horas após o encerramento da abertura e do primeiro jogo (empate entre Brasil e Iugoslávia, realizado no final da tarde de 13 de junho), os roraimenses assistirem as mesmas imagens que já tinham sido exibidas em quase todo o país. Desde o primeiro dia de funcionamento, ao contrário de emissoras de TV na época que iniciaram em preto e branco, a TV Roraima já gerava imagens a cores. E a programação se estendeu até às 22 horas.
No dia seguinte, mais uma missão de guerra para a emissora entrar em funcionamento. O problema era a falta de programação. Os filmes, shows, entre outras produções, eram comprados fora de Roraima. As dificuldades ainda impediam uma programação local. Mesmo assim o diretor da emissora, Laucides Oliveira, resolveu levar ao ar telejornal local, aproveitava o noticiário transmitido pela Rádio Nacional. Dentro da TV foi montado estúdio de rádio. Os apresentadores Célio Antunes e Benjamin Monteiro repetiam na TV o que faziam no rádio, da cabine liam todo o noticiário com duração de meia hora. Os telespectadores ouviam as notícias e assistiam imagens (slides) de Boa Vista. Como não era possível a captação de imagens, a emissora colocava, durante o “telejornal”, slides com vistas da cidade.
Portanto, independente da notícia, invariavelmente o roraimense assistia, todos os dias, as mesmas imagens enquanto que os apresentadores liam as mais variadas informações. Assim foi até o fim daquele ano. O restante da programação, com duração de quatro horas diárias, era composta por filmes, shows, noticiários, adquiridos em outras emissoras do Rio de Janeiro e de São Paulo.
Com a transmissão da primeira Copa do Mundo em cores e ao vivo para o Brasil, na verdade para quase todo o país, a falta dos satélites (chegariam uma década depois) submeteu a população ao videotape. Por causa disso, em Roraima, por exemplo, os jogos eram vistos dias (às vezes, semanas) após a sua realização. Era o tempo que levava para as fitas com as gravações serem enviadas do Rio de Janeiro ou de Manaus em voos semanais. “Boa parte dos roraimenses só acreditou na desclassificação brasileira com uma semana de atraso, mesmo assim foi uma comoção geral, muitos choram diante do aparelho de TV”, afirmou o jornalista Laucides Oliveira, que na época era diretor da Rádio Nacional em Roraima, primeiro diretor, repórter e apresentador da televisão roraimense.
Porém, quatro meses depois de inaugurada, em 26 de setembro, o governo do território resolveu transferir a emissora para a iniciativa privada, anunciada como a “televisão comercial”. Todos os acervos da emissora foram entregue à Rede Amazônica de Rádio e Televisão, sediada em Manaus, capital de Amazonas. Com isso, a televisão só chegou em Roraima oficialmente em setembro de 1974. No final do mês, a emissora saiu do ar.
Na segunda quinzena de dezembro de 1974, a TV Roraima entrou em operação experimental. A volta era apenas em testes de sinais e sons para ser inaugurado no próximo ano.
No dia 29 de janeiro de 1975, a TV Roraima entra em funcionamento oficial, agora como emissora comercial e transferido do canal 2 para o 4, retransmitindo a programação da Rede Bandeirantes. Toda a programação era em cores, com exceção do noticiário local, agora com imagens, mas em preto e branco.
A TV Roraima foi a primeira emissora do país a utilizar o videocassete, recém-lançado nos Estados Unidos. Porém, a programação continuava sendo gravada em Manaus e enviada para Boa Vista em malotes. Não era possível ainda a geração e captação de imagens via satélite. Só em meados de 1975 se instalou a Embratel em Roraima. Os grandes malotes, que levavam dias para chegar à Boa Vista, foram abandonados.
Desde a inauguração de 1974 até o final dos anos de 80, a TV Roraima atuou sozinha no estado durante 16 anos, contando de 1974.
Em 1976, o telejornalismo local foi ampliado e a Rede Amazônica firmou contrato para a retransmissão da Rede Globo em Roraima, mas permaneceu com a Bandeirantes, na prática, a emissora tornou-se afiliação independente.
Nos anos de 1978, 1982, 1986 e 1990, que coincidiram nas Copas disputadas pelo Brasil, a emissora passou a se expandir pelo interior do Território Federal, para que os roraimenses de todos os municípios acompanhassem a conquista do tetracampeonato do país em 1994, já como Estado.
Em 1982, a TV Roraima deixa de retransmitir a programação das duas redes, quando deixa a Bandeirantes e passa a retransmitir com exclusividade toda a programação da Rede Globo. É a primeira afiliada da Rede Amazônica à emissora carioca. No mesmo ano, as TVs Acre, Amapá e Rondônia passaram a retransmitir a programação global.
Em 1985, amplia-se o espaço para a programação local, antes eram destinados apenas 15 minutos para a produção local. Gradativamente este espaço cresceu. Hoje já são mais de duas horas, sendo que dois terços deste espaço são ocupados pela Rede Amazônica para a veiculação de notícias locais.
Em 1986, a última emissora da Rede Amazônica, a TV Amazonas, se se tornou afiliada à Globo.
Até 1990, a emissora atuava sozinha no Território Federal até o final do governo do presidente José Sarney (1985-1990) e início do governo do presidente Fernando Collor de Mello (1990-1992). No governo Sarney, ocorreu centenas de concessões para exploração de sinais de radioteledifusão distribuídas por todo o país. No caso de Roraima, foram liberadas quatro concessões.
Com a entrada do ar da TV Macuxi (afiliada à TVE Brasil, hoje TV Brasil) no Canal 2 (que até então foi ocupado pela TV Roraima), em março do mesmo ano, encerrou o monopólio como única emissora do estado.
Em setembro, entrou em funcionamento o terceiro canal, a TV Caburaí (afiliada à Rede Bandeirantes - hoje Band Roraima) no canal 8, depois de oito anos sem sinal quando era retransmitida junto com Globo pela TV Roraima.
Em 5 de outubro de 1991, primeiro aniversário da transformação de Roraima de Território em Estado, entrava no ar a TV Boa Vista (afiliada à Rede Manchete, hoje RedeTV!) no canal 12.
Em 11 de outubro do mesmo ano, entra em funcionamento em caráter experimental, o quinto canal de televisão em Roraima, a TV Tropical (afiliada ao SBT) no canal 10.
Em data e mês incerta, embora seja em 1991, entrava no ar o sexto e último canal de televisão em Roraima, a TV Imperial (afiliada à Rede Record) no canal 6.
Nos anos que se seguiram, entraram no ar outras emissoras Amazon Sat (1997), TV Maracá (2001, em 2007 mudou para TV Cidade), TV Ativa (2003, afiliada à TV Cultura), repetidora da Rede Boas Novas (2003, atual Boas Novas). Apesar de novos canais, a TV Roraima se consolida na liderança com a Rede Globo.
Em 2010, houve a estadualização dos sinais das emissoras da Rede Amazônica em seus respectivos estados, o que significa que cada emissora em seu estado de origem envia a programação local para seus próprios municípios (antes as emissoras do interior dos estados cobertos pela Rede Amazônica recebiam a programação originada pela TV Amazonas, de Manaus). Com isso, a TV Roraima ganhou um sinal de satélite próprio no Intelsat 14 para essa finalidade.
Em 26 de abril de 2012 a emissora inaugurou seu sinal digital em HDTV para a cidade de Boa Vista e entregou sua sede inteiramente reformada e estreou novos cenários para seus telejornais, seguindo o modelo do Jornal do Amazonas e de outros telejornais da Rede Globo, a fim de se aproximar do telespectador.
Em 22 de março de 2013 a emissora ganha uma página para divulgação de suas matérias jornalísticas no Portal G1, das Organizações Globo. A página pode ser acessada através do endereço g1.globo.com/roraima.
Em 3 de janeiro de 2015, a TV Roraima e todas as emissoras da Rede Amazônica deixam de utilizar o nome de suas filiais, passando a utilizar apenas a nomenclatura da rede. O objetivo disto é integrar todas as emissoras, de forma a fortalecer a marca e padronizar a qualidade da programação. Com a unificação da marca, as emissoras da Rede Amazônica deixam de utilizar seu nomes próprios nas vinhetas e na divulgação dos seus programas, sem no entanto mudar de nome.
Em 2 de outubro de 2017, a emissora realiza mudanças no jornalismo. O jornal da hora do almoço Roraima TV passa a se chamar Jornal de Roraima 1ª Edição e o jornal noturno por sua vez passa a ser Jornal de Roraima 2ª Edição.
Em 1 de setembro de 2018, a emissora estreia novos pacotes gráficos e sonoros e uma nova identidade visual nas duas edições do Jornal de Roraima que passaram a atender pelos nomes de JRR1 e JRR2.
Desde abril de 2021, seu sinal passou a ser disponibilizado na operadora SKY.

## Sinal digital
| Canal virtual | Canal digital | Proporção de tela | Programação                                               |
| ------------- | ------------- | ----------------- | --------------------------------------------------------- |
| 4.1           | 17 UHF        | 1080i             | Programação principal da Rede Amazônica Boa Vista / Globo |

Transição para o sinal digital
Com base no decreto federal de transição das emissoras de TV brasileiras do sinal analógico para o digital, a Rede Amazônica Boa Vista, bem como as outras emissoras de Boa Vista, cessou suas transmissões pelo canal 4 VHF em 31 de outubro de 2018, seguindo o cronograma oficial da ANATEL.